# فلویدیگم

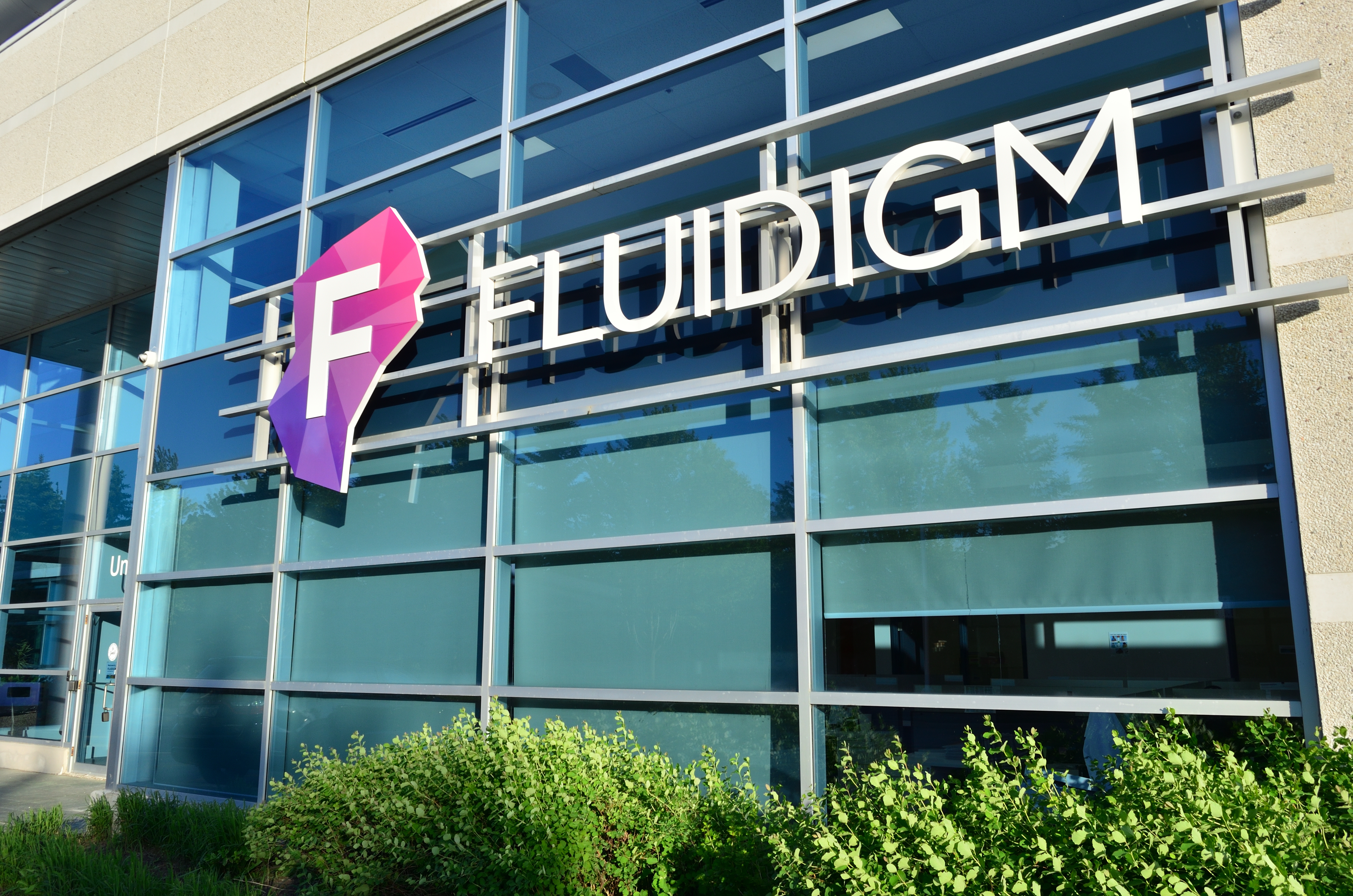
شرکت فلویدیگم

فلویدیگم (انگلیسی: Fluidigm) شرکت فناوری اطلاعات آمریکایی است، که در سال ۱۹۹۹ تأسیس شد.